# Calávrita
Calávrita (em grego: Καλάβρυτα; romaniz.: Kalavryta) é uma cidade da Grécia localizada na Acaia.  Ficou famosa pelo Massacre de Calávrita, que ocorreu durante a Segunda Guerra Mundial.